# 이케다 마나부
이케다 마나부(일본어: 池田 学, 1980년 7월 3일 ~ )는 일본의 전 축구 선수이다.

## 구단 경력
과거 우라와 레즈, 쇼난 벨마레에서 활동하였다.